# Reinhard Horn

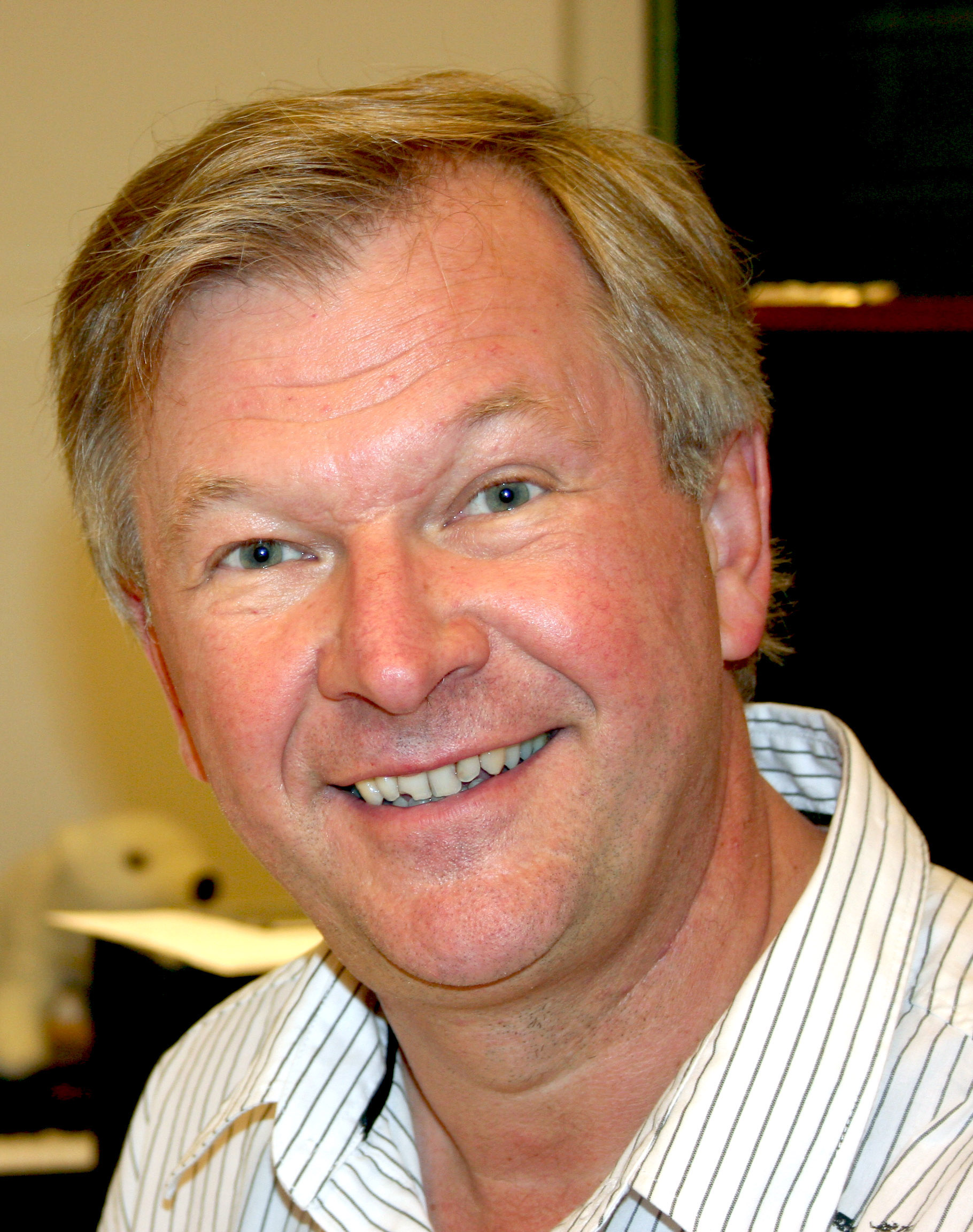
Reinhard Horn

Reinhard Horn (* 6. Dezember 1955 in Lippstadt) ist ein deutscher Kinderliedermacher. Er gilt als einer der bekanntesten und erfolgreichsten Kinderliedermacher Deutschlands. Im Laufe seiner Karriere veröffentlichte er mehr als 200 Tonträger und zahlreiche Bücher.

## Leben
Nach dem Abitur 1974 studierte Horn Pädagogik in Bonn sowie katholische Theologie und Musikwissenschaft in Münster. Nach seinem Referendariat trat er in den Schuldienst ein, von dem er 2002 beurlaubt wurde.
Er lernte 1971 Peter Janssens und Ludger Edelkötter kennen, die ihn zum Schreiben neuer geistlicher Lieder inspirierten. Er gründete die Gruppe Kontakte, die zu den deutschen Gruppen neuer geistlicher und religiöser Musik gehört. Seit 1979 wirkten Horn und seine Gruppe Kontakte bei allen katholischen Kirchen- und Katholikentagen mit und gestaltete mit seinen Liedern und seiner Musik zentrale Veranstaltungen.
Konzertreisen und Tourneen führten ihn durch Deutschland sowie nach Argentinien, Brasilien, Chile, Spanien, Schweiz, Österreich, Frankreich, die Niederlande, Luxemburg und nach Belarus. Er leistete außerdem Rundfunk- und Fernseharbeit. In den 1980er Jahren entstanden religiöse Musicals wie Zwischenlandung Ninive, Aussteigen-Umsteigen-Einsteigen, Stern und Stein und Lichtblick. 1991 fand die Uraufführung des Rock-Requiems Die Kinder von Tschernobyl statt, das auf 200 Aufführungen kam. Auf Einladung des Ministerpräsidenten Johannes Rau war Horn mit seiner Gruppe in Minsk. 1998 erfolgte die Uraufführung des Kirchenkonzertes Spirit of My Soul.
1996 setzte Horn einen neuen Schwerpunkt und begann vornehmlich Kinderlieder zu schreiben. Dabei ging es ihm auch um die Förderung von Kindern durch Musik und Bewegung. Auch die christliche Religion blieb ihm ein wichtiges Anliegen. Es folgte eine Zusammenarbeit mit Dieter Saldecki und Peter Brandt. Weitere Musik entstand mit Susanne Brandt, Eckart Bücken, Arndt Büssing, Markus Ehrhardt, Reinhard Feuersträter, Maria Görges, Dietrich Grönemeyer, Constanze Grüger, Rolf Krenzer, Michael Landgraf, Rita Mölders, Hans-Jürgen Netz, Christa Peikert-Flaspöhler, Jutta Richter, Dorothe Schröder und Ulrich Walter zusammen. Mit seiner Ehefrau Ute Horn, die auch schon in der Gruppe Kontakte mitarbeitete, gründete er den Kontakte Musikverlag. Seit 2010 ist Horn bei Universal unter Vertrag. Die Veröffentlichungen erscheinen auch auf dem Hörbuch-Label Karussell. In seiner Karriere veröffentlichte er mehr als 200 Schallplatten und CDs und schrieb über 2000 Lieder.
Horn ist seit November 2012 musikalischer Botschafter des Vereins „Singende Krankenhäuser e. V.“ und wurde im Dezember 2015 zum Botschafter der Kindernothilfe ernannt. Er gründete außerdem den Earth Choir Kids, ein Klima-Song-Projekt für den Klimaschutz mit Unterstützung von Brot für die Welt, der Deutschen Chorjugend, der DBU, Greenpeace und der Kindernothilfe. Im Rahmen des Projekts entstanden ein Chor-Projektbuch und eine CD, die etwa 3500 Kinder- und Jugendchören zur Verfügung gestellt wurden. Neben den Kinderliederkonzerten und den Musicals bietet er auch Seminare für Lehrer und Erzieher an.
Einige seiner Lieder sind unter Reinhards Liederkoffer zusammengefasst und werden auf Bibel TV ausgestrahlt.

## Auszeichnungen
Reinhard Horn zählt mit mehr als drei Millionen verkaufter Tonträger und rund 150 Konzerten im Jahr zu Deutschlands bekanntesten und erfolgreichsten Kinderliedermachern.
Das Buch/CD Projekt Fans, Fairplay & Fußballfieber erhielt 2007 das Comenius-EduMedia-Siegel. Das Klima-Musical für Kinder Eisbär, Dr. Ping und die Freunde der Erde (in Zusammenarbeit mit dem BUND) wurde 2007 von der UNESCO ausgezeichnet, im Jahr 2008 folgte eine weitere Auszeichnung im Rahmen der UN-Dekade „Bildung für nachhaltige Entwicklung“ für „Echte KinderRechte“. 2009 wurde das Kindermusical Robinson ausgezeichnet. 2020 erhielt er erneut das EduMedia-Siegel für sein CD-Projekt Kinder feiern Weihnachten – hier und überall zusammen mit Michael Landgraf.
Das mit Ulrich Walter gemeinsam entwickelte religionspädagogische Konzept „Mit dem Friedenskreuz durch das Kirchenjahr“ ist in Kindergärten, Schulen und Gemeinden verbreitet worden. Sowohl diese Produktion als auch „Eisbär, Dr. Ping und die Freunde der Erde“ und „Fans, Fairplay & Fußballfieber“ wurden am 12. Oktober 2007 in Wien mit dem „Erasmus EuroMedia Seal of Approval 2007“ ausgezeichnet.
Beim Deutschen Rock und Pop Preis gewann er in der Kategorie „Bestes Kinderliederalbum“ 2011 mit dem Album „Meine schönsten Kinderlieder“ den ersten Platz, im Jahr 2013 wurde er mit dem Album „Lachen, Singen, Tanzen“ zweiter. Im Jahr 2015 gewann er mit dem Album „Weihnachten unterm Sternenzelt“ erneut den ersten Platz. Das Album „Familie sind wir“ wurde 2017 in vier Kategorien ausgezeichnet: 2. Platz „Bestes Rock-/Pop-Tonstudio“, 3. Platz „Bestes Kinderliederalbum“, 3. Platz „Beste Studioaufnahme“ und 3. Platz „Bestes Arrangement“.
Seit dem 24. September 2017 trägt die Grundschule in Rhumspringe im Landkreis Göttingen den Namen „Reinhard-Horn-Grundschule“.
Earth Choir Kids wurde von der BNE ausgezeichnet.

## Privatleben
Reinhard Horn ist mit Ute Horn verheiratet, mit der er auch den Kontakte Musikverlag betreut. Sein Sohn Simon Horn und seine Tochter Rebecca Horn sind ebenfalls Kinderliedermacher. Simon Horn tritt unter dem Pseudonym herrH auf.

## Musicals
- 1983 Zwischenlandung Ninive
- 1984 Die japanischen Fischer. Schauspiel mit Musik (Text: Wolfgang Weyrauch)
- 1986 Evviva Giovanni
- 1988 Aussteigen-Umsteigen-Einsteigen
- 1991 Die Kinder von Tschernobyl
- 1992 Stern und Stein
- 1993 Lichtblick
- 1994 Professor Pröttels Klimperklong
- 1995 Peace Planet
- 1998 Spirit of My Soul
- 2007 Eisbär, Dr. Ping und die Freunde der Erde
- 2009 Das Robinson Kindermusical
- 2009 Der kleine Medicus - live! Das Familienmusical[19]
- 2014 Felix und Frieda – die Verkehrsdetektive auf heißer Spur
- 2017 Halleluja für die Welt[20]
- 2019 Bunte Bande (in Kooperation mit Aktion Mensch)[9]

## Werke (Auswahl)
- Mit Werner Horn: Einmal Himmel und zurück : 13 musikalische Phantasiereisen für Kinder im Alter von 4 - 11 Jahren. Kontakte Musikverlag, Lippstadt 1996, ISBN 3-89617-019-8.
- Gottes-Kinder-Lieder: 40 neue religiöse Kinderlieder. Kontakte Musikverlag, Lippstadt 1998, ISBN 3-89617-081-3.
- Mit Anke Martini: Komm her, hier tanzt der Bär : Geschichten und Tanzspiele für Kinder zu bekannter klassischer Musik. Kontakte Musikverlag, Lippstadt 1999, ISBN 3-89617-085-6.
- Mit Marion Deister: Streichelwiese. Ganzheitliche Körpererfahrung für Kinder: Geschichten, die mit den Fingern erzählt werden. Band 1, Kontakte Musikverlag, Lippstadt 1999, ISBN 3-89617-076-7.
- Mit Werner Horn: Auf den Flügeln meiner Seele. Meditationsmusik, Phantasiereisen : musikalische Phantasie- und Traumreisen für Jugendliche und Erwachsene : ein Meditationspaket mit CD/MC und Buch. 6 Phantasiereisen für Jugendliche und Erwachsene. Kontakte Musikverlag, Lippstadt 2004.
- Mit Marianne Kunz und Volker Freiebel: Kleiner Bär Athos im Wörterwald : mit Musik und Übungen Sprache spielend lernen. Kontakte Musikverlag, Lippstadt 2005, ISBN 3-89617-163-1.
- Mit Ulrich Walter: Mit dem Friedenskreuz durch das Kirchenjahr: neue Lieder, Geschichten und Ideen zur Gestaltung in Kindergarten, Grundschule, Familie und Kirchengemeinde. Kontakte Musikverlag, Lippstadt 2006, ISBN 3-89617-173-9.
- Mit Susanne Brandt: Montags im Advent : Liedergeschichten zum Spielen und Mitmachen für die Zeit vor Weihnachten. Kontakte Musikverlag, Lippstadt 2007, ISBN 978-3-89617-206-8.
- Kinder-Chor-Hits. Kontakte Musikverlag, Lippstadt 2007, ISBN 978-3-89617-181-8.
- Unter einem guten Stern steht dein ganzes Leben: das CD-Buch zur Taufe. Kontakte Musikverlag, Lippstadt 2007, ISBN 978-3-89617-192-4.
- Mit Constanze Grüger: Turnzwerge, ganz groß! Das Bewegungs-Lieder-Buch mit Spiel- und Bewegungsliedern für die ganz Kleinen. Kontakte Musikverlag, Lippstadt 2008, ISBN 978-3-89617-210-5.
- Mit Markus Ehrhardt und Jordana Schmidt: Echte KinderRechte: das Lieder- und Projektbuch zu Kinderrechten. Illustrationen Margret Bernard. Kontakte Musikverlag, Lippstadt 2008, ISBN 978-3-89617-212-9.
- Mit Ulrich Walter: Advent und Weihnachten mit dem Friedenskreuz: neue Lieder, Geschichten, Rituale und kreative Ideen zur Gestaltung in Kindergarten, Grundschule, Familie und Kirchengemeinde. Kontakte Musikverlag, Lippstadt 2008, ISBN 978-3-89617-219-8. (und Lippstadt: Verlag Junge Gemeinde. ISBN 978-3-7797-0615-1)
- Spiel mit: Liedbegleitungen zu den beliebten „KlassenHits“. Kontakte Musikverlag, Lippstadt 2011, ISBN 978-3-89617-246-4.
- Mit Walter Ulrich: Groß werden mit Dir, lieber Gott! Lieder, Geschichten, Rituale und Gebete. Kontakte Musikverlag, Lippstadt, ISBN 978-3-89617-250-1. (und Lippstadt: Verlag Junge Gemeinde ISBN 978-3-7797-2075-1)
- Mit Dorothe Schröder: Rhythmix: gesprochen, gereimt, gelernt, gelacht. Kontakte Musikverlag, Lippstadt 2011, ISBN 978-3-89617-247-1.
- Mit Ulrich Walter: Jesusgeschichten mit dem Friedenskreuz : neue Lieder, Geschichten und kreative Ideen zur Gestaltung in Kindergarten, Grundschule, Familie und Kirchengemeinde. Kontakte Musikverlag, Lippstadt 2015, ISBN 978-3-89617-277-8. (und Lippstadt: Verlag Junge Gemeinde. ISBN 978-3-7797-2094-2)
- Mit Susanne Brandt: Neue Lichtertänze zur Winter- und Weihnachtszeit. Kontakte Musikverlag, Lippstadt 2015, ISBN 978-3-89617-283-9.
- Mit Margret Bernard: WolkenTräumeZeit : die besten Entspannungsideen, Traum- und Fantasiereisen für Kinder. Kontakte Musikverlag, Lippstadt 2015, ISBN 978-3-89617-280-8.
- Das Krippenkinderliederbuch: Buch inkl. CD. Kontakte Musikverlag, Lippstadt 2016, ISBN 978-3-89617-291-4.
- Mit Walter Ulrich: Martin Luther – mit dem Friedenskreuz erzählt : neue Lieder, Geschichten und kreative Ideen zur Gestaltung in Kindergarten, Grundschule, Familie und Kirchengemeinde. Kontakte Musikverlag, Lippstadt, ISBN 978-3-89617-296-9 (und Verlag Junge Gemeinde, Lippstadt ISBN 978-3-7797-2112-3)
- mit Rita Mölders und Dorthe Schröder: Mit der Klasse auf Tour: Lieder, Spiele und Ideen zur Klassenfahrt : inklusive Audio-CD. Kontakte Musikverlag, 2017, ISBN 978-3-89617-302-7.
- Mit Saida Aderras: Aufeinander zugehen - gemeinsam Schätze teilen.. Kontakte Musikverlag, Lippstadt 2018, ISBN 978-3-89617-310-2.
- Mit Michael Gorius: Boomwhackers und Stabspiele : Liedbegleitungen zu den „Jahreszeiten-Hits“ : inklusive Audio-CD. Kontakte Musikverlag, Lippstadt 2018, ISBN 978-3-89617-316-4.

## Diskografie

### Alben
- 1997: Kinderträume im Advent (Kontakte Musikverlag)
- 1999: Streichelwiese (Kontakte Musikverlag)
- 1999: In der allerlängsten Nacht (Kontakte Musikverlag)
- 1999: KlassenHits Teil 1-4 (Kontakte Musikverlag)
- 2001: Fremde werden Freunde (Kontakte Musikverlag)
- 2003: BibelHits – Teil 1-4 (Kontakte Musikverlag)
- 2004: WeihnachtsHits Teil 1-3 (Kontakte Musikverlag)
- 2005: Eine Kuh mit Tattoo (Kontakte Musikverlag)
- 2007: KlassenHits – Die Zugabe – Teil 1-3 (Kontakte Musikverlag)
- 2008: Kinder-Kirchen-Hits Teil 1-3 (Kontakte Musikverlag)
- 2009: Nashorn, Elefant und Krokodil (Kontakte Musikverlag)
- 2010: Meine schönsten Kinderlieder (Kontakte Musikverlag)
- 2010: Meine 24 schönsten Weihnachtslieder (Kontakte Musikverlag)
- 2010: Ich lass dich nicht im Regen stehen (Kontakte Musikverlag)
- 2011: Streichelwiese 2 (Kontakte Musikverlag)
- 2011: One Heart, One Goal (Kontakte Musikverlag)
- 2012: Einmal Himmel und zurück (Kontakte Musikverlag)
- 2012: Eins-zwei-drei-vier – Weihnachten steht vor der Tür (Kontakte Musikverlag)
- 2012: Baby in Bewegung (Kontakte Musikverlag)
- 2012: Lachen, singen, tanzen (Kontakte Musikverlag)
- 2012: Einfach nur so bist du von Gott geliebt (Kontakte Musikverlag)
- 2012: Turnzwerge ganz groß (Kontakte Musikverlag)
- 2013: Turnzwerge unterwegs (Kontakte Musikverlag)
- 2013: Echte Kinderrechte (Kontakte Musikverlag)
- 2013: Frühling (Kontakte Musikverlag)
- 2013: Herbst (Karussell)
- 2013: Reli-Hits Teil 1-3 (Kontakte Musikverlag)
- 2014: Weihnachten unter’m Sternenzelt (Karussell)
- 2014: Fans, Fairplay & Fußballfieber (Kontakte Musikverlag)
- 2014: Winter (Kontakte Musikverlag)
- 2014: Sommer (Kontakte Musikverlag)
- 2015: Meine Jahreszeiten-Hits (Kontakte Musikverlag)
- 2015: Felix und Frieda – Die Verkehrsdetektive auf heißer Spur (Kontakte Musikverlag)
- 2015: Vierzehn Engel um mich stehen (Kontakte Musikverlag)
- 2016: Familie sind wir! (Kontakte Musikverlag)
- 2017: Singen ist ‘ne coole Sache (Kontakte Musikverlag)
- 2017: Auf dem Weg nach Bethlehem (Kontakte Musikverlag)
- 2018: Krabbellieder für Krabbelkinder (Kontakte Musikverlag)
- 2018: Fußball, football, soccer (Kontakte Musikverlag)
- 2018: Turnen ist ‘ne coole Sache (Kontakte Musikverlag)
- 2018: Aufeinander zugehen – gemeinsam Schätze teilen (Kontakte Musikverlag)
- 2019: Märchen-Lieder-Zeit (Kontakte Musikverlag)
- 2019: If You're Happy: Songs, Rhymes and Games (Kontakte Musikverlag)
- 2019: Bärenstark. Neue bärenstarke Lieder (Kontakte Musikverlag)
- 2021: Was wir zum Leben brauchen – Neue christliche Kinderlieder (Kontakte Musikverlag)
- 2022: Gott, wir müssen reden! (Kontakte Musikverlag)
- 2022: Earth Choir Kids – Unsere Stimmen für das Klima (Kontakte Musikverlag)

### Kollaborationen
- 1986: Evvia Giovanni – Ein deutsches Rockmusical über Don Bosco (mit Maria Görges) (Don Bosco Verlag)
- 1989: Arme haben keine Lobby (mit Josef Reding) (Kontakte Musikverlag)
- 1998: Welt-Lieder für Kinder (mit Eckart Bücken) (Kontakte Musikverlag)
- 1999: Klassenhits (143 Lieder rund um die Schule) (mit Rita Mölders und Dorothe Schröder) (Kontakte Musikverlag)
- 1999: Brain Steps (mit Werner Horn) (Kontakte Musikverlag)
- 2000: Welt-Weihnachtslieder für Kinder (mit Eckart Bücken) (Kontakte Musikverlag)
- 2000: In der allerlängsten Nacht (mit Jutta Richter) (Europa Mini)
- 2002: Quatsch mit Salsa (mit Wolfgang Köster) (Kontakte Musikverlag)
- 2002: Augen-Blicke des Friedens: meditative Musik (mit Philippe Patra) (Misereor Medienproduktion und Vertriebsgesellschaft)
- 2002: Step'n Beat : 10 Übungen zur bewegten Entspannung (mit Petra Hoppe für den Deutschen Turner-Bund) (Kontakte Musikverlag)
- 2003: Primarmusik (mit Rita Mölders und Dorothe Schröder) (Kontakte Musikverlag)
- 2004: Unser tägliches Brot: meditative Musik (mit Philippe Patra) (Misereor Medienproduktion und Vertriebsgesellschaft)
- 2005: Sternreisen (Sieben Traumreisen für Kinder) (mit Wolfgang Krebs) (Kontakte Musikverlag)
- 2005: Bibel-Musicals (Der Turmbau zu Babel, Das Goldene Kalb, Das Gleichnis von den Talenten – Lieder Mit Allen Playbacks) (mit Markus Ehrhardt) (Kontakte Musikverlag)
- 2005: Schneeflocken tanzen – Bewegungslieder und Spieltipps für Kinder in der Winterzeit von Kürbiskopf bis Karneval (mit Wolfgang Hering) (Kontakte Musikverlag)
- 2007: Helft mir doch in meiner Not: ein musikalisches Hörspiel über St. Martin (mit Hans-Jürgen Netz) (Kontakte Musikverlag)
- 2007: Mit Turnschuhen und Weihrauch – 4 neue Lieder für Ministranten von 8-12 (mit Peter Hahnen) (Kontakte Musikverlag)
- 2007: Applaus für den Nikolaus: ein musikalisches Hörspiel über Bischof Nikolaus (mit Hans-Jürgen Netz) (Kontakte Musikverlag)
- 2012: Montags im Advent (mit Susanne Brandt) (Kontakte Musikverlag)
- 2012: Elefantenlieder für kleine Mäuse (mit Susanne Brandt) (Kontakte Musikverlag)
- 2019: Kinder feiern Weihnachten – Hier und überall (mit Michael Landgraf) (Kontakte Musikverlag)

### Mit Gruppe Kontakte
- 1981: Ich träum von dir (Merkur-Musikverlag)
- 1982: Schreckgeschrei - friedloses Entsetzen: ein politisches Nachtgebet von Amnesty international (Kontakte Musikverla)
- 1984: Werde still und staune / Sag, wo Bethlehem ist (Single, WK-Schallplatten)
- 1984: Wir alle wollen leben (KJG Diözesanverband Paderborn)
- 1985: Zwischen-Landung Ninive: ein Musikspiel zum Buch Jona (Kontakte Musikverlag)
- 1985: Ich träum von dir (Kontakte Musikverlag)
- 1986: Aufstehen zum Leben (Eigenproduktion)
- 1986: 15 Jahre Gruppe Kontakte (Kontakte Musikverlag)
- 1986: Diese Erde verwandeln (Kontakte Musikverlag)
- 1986: Gott ist Vater (Kontakte Musikverlag)
- 1986: Ich will ein Narr sein (KLJB Münster)
- 1988: Aussteigen, Umsteigen, Einsteigen (Kolpingwerk Köln)
- 1989: Freispruch für Eva (Eigenproduktion)
- 1990: Ich hab' heut' Geburtstag (Eigenproduktion)
- 1990: Es begab sich aber zu der Zeit (Eigenproduktion)
- 1992: Die Kinder von Tschernobyl : ein Rock-Requiem (Eigenproduktion)
- 1999: Spirit of My Soul (Kontakte Musikverlag)
- 2003: Otto Sander liest Bibeltexte zur Welten-Musik Spirit of My Soul (Kontakte Musikverlag)
- 2005: Fingerspitzengefühl (Kontakte Musikverlag)
- 2016: Für die Seele (Kontakte Musikverlag)